# 濱ノ嶋啓志
濱ノ嶋 啓志（はまのしま けいし、1970年3月21日 - ）は、熊本県宇土市出身で三保ヶ関部屋に所属した元大相撲力士。本名は濱洲 圭志（はます けいし）。血液型はB型、星座はおひつじ座。自己最高位は、西小結（1994年9月場所）。現役時代の体格は179cm・131 kg。得意手は両前褌、寄り。長男は尾上部屋に所属する現役力士の照寶、甥は同じく尾上部屋に所属していた竜虎、追手風部屋に所属する竜翔がいる。
現在は、年寄・尾上 として尾上部屋（出羽海一門）の師匠を務めている。

## 来歴
熊本工大高等学校（現・文徳高等学校）時代から全国大会に出場し、日本大学では高校時代からの同級生・坂本（後の前頭筆頭・肥後ノ海）と共に活躍した。大学卒業間際にその坂本と共に三保ヶ関部屋へ入門し、1992年1月場所に於いて、坂本ほか2人とともに幕下付出で初土俵を踏んだ。
1993年1月場所では十両に昇進し、本名の「濱洲」から「濱ノ嶋」と改名した。1993年11月場所では前場所、西十両3枚目で11勝4敗（優勝）と大勝ちしながらも幕内に昇進できなかった不運もあったが、翌1994年1月場所で新入幕を果たした。
小兵だがいわゆる小力が強く前褌を取ると力を発揮し、立合いの駆け引きも上手く、大勝ちこそなかったが、着実に番付を上げて行った。同年7月場所では貴ノ花と貴ノ浪の当時大関2人を破る活躍で、8勝7敗と勝ち越して生涯唯一となる三賞（殊勲賞）を受賞。翌9月場所では自己最高位となる西小結に昇進するも6勝9敗と負け越し、三役在位は当場所のみで関脇には昇進できずに終わり、以降は幕内中位～下位において8～9勝で勝ち越し、幕内上位では大敗するサイクルを長きに亘り繰り返していた。
現役後期には糖尿病を患い、精彩を欠く相撲が多くなり、2001年5月場所を最後に十両に陥落。以降も不振が続き、2002年3月場所では幕下にまで陥落した。この時点で既に尾上の年寄株を取得しており「引退か」とささやかれたが、「満足するまで相撲を取り続けたい」と心に決め、幕下に陥落してからも長く相撲を取り続けた。
2004年5月場所中に現役を引退し、年寄・尾上を襲名。
引退後2年間は、三保ヶ関部屋付きの親方として後進の指導に当たった。里山のように濱ノ嶋を慕って入門する力士もおり、三保ヶ関も「部屋の後継者は他にいない」と語るなど、部屋を継承するのは確実と思われていた。
しかし、三保ヶ関承継の自信がないことを理由に2005年11月に独立の意思を三保ヶ関（元大関・増位山（2代））に告げ、2006年8月1日付で内弟子の把瑠都・里山・白石（白乃波）・境澤ら6人を連れて分家独立し、大田区初の相撲部屋となる尾上部屋を池上に興した。
2011年に発覚した大相撲八百長問題に関連する同年4月1日の日本相撲協会臨時理事会の結果、弟子の白乃波・境澤・山本山に対して引退勧告処分が下されたことを受け、師匠としての監督責任として委員から年寄への降格処分を受けた。
2011年4月18日午後10時頃、警視庁高輪警察署に、港区高輪1丁目の国道1号の片側3車線の中央車線に車が停車しているとの通報があり、駆けつけた警視庁高輪署の警察官が車内運転席の尾上親方を発見した。呼気検査により基準を超えるアルコールが検出されたため、道路交通法違反（酒気帯び運転）の疑いで摘発された。この事件に関して同年4月20日の臨時理事会で今後10年間の昇格停止と同年7月場所千秋楽までの謹慎処分を受け、今後同等の不祥事を起こした場合は部屋を閉鎖されても異存はない旨の誓約書を提出したが、当初理事会では解雇や部屋閉鎖の意見も出たため「大甘処分」と報じられた。2014年4月の理事会において処分の見直しにより昇格停止が解除されたため役員改選と同時に行われた新たな職務分掌で主任に再昇格し、2018年の役員改選と同時に行われた新たな職務分掌では委員に再昇格し、八百長問題前の地位に8年ぶりに復帰した。
2013年9月場所前に把瑠都が度重なる怪我を理由に引退に追い込まれた際には過去に八百長問題で尾上部屋が関取経験者を3人失った経験や自身の飲酒運転を例に尾上の管理能力を疑問視する報道がなされており、把瑠都の稽古不足は尾上が厳しさを欠く所為であるという趣旨の批判が起こった。
長男の濱洲泉啓（はます もとひろ、2001年3月6日‐ 、東京都大田区出身）が埼玉栄高等学校相撲部を経て尾上部屋に入門し、2018年11月場所にて本名で初土俵を踏んだ。

## 主な成績・記録
- 通算成績：447勝495敗18休 勝率.475
- 幕内成績：293勝367敗 勝率.444
- 現役在位：75場所
- 幕内在位：44場所
- 三役在位：1場所 (小結1場所)
- 三賞：1回
  - 殊勲賞：1回（1994年7月場所）
- 各段優勝
  - 十両優勝：1回（1993年9月場所）

### 場所別成績
| | 一月場所 初場所（東京） | 三月場所 春場所（大阪） | 五月場所 夏場所（東京） | 七月場所 名古屋場所（愛知） | 九月場所 秋場所（東京） | 十一月場所 九州場所（福岡） |
| --- | ----------------------- | ----------------------- | ----------------------- | --------------------------- | ----------------------- | --------------------------- |
| 1992年 （平成4年） | 幕下付出60枚目 5–2      | 西幕下40枚目 4–3        | 東幕下31枚目 5–2        | 東幕下16枚目 6–1            | 東幕下6枚目 5–2         | 東幕下2枚目 5–2             |
| 1993年 （平成5年） | 西十両12枚目 10–5       | 東十両5枚目 10–5        | 西十両2枚目 8–7         | 東十両2枚目 7–8             | 西十両3枚目 優勝 11–4   | 東十両筆頭 9–6              |
| 1994年 （平成6年） | 東前頭14枚目 8–7        | 西前頭11枚目 8–7        | 東前頭8枚目 8–7         | 東前頭2枚目 8–7 殊          | 西小結 6–9              | 西前頭筆頭 6–9              |
| 1995年 （平成7年） | 東前頭3枚目 4–11        | 東前頭8枚目 6–9         | 西前頭10枚目 7–8        | 西前頭12枚目 9–6            | 西前頭2枚目 3–12        | 西前頭11枚目 8–7            |
| 1996年 （平成8年） | 西前頭9枚目 6–9         | 西前頭13枚目 8–7        | 西前頭8枚目 6–9         | 西前頭13枚目 8–7            | 西前頭12枚目 9–6        | 西前頭5枚目 5–10            |
| 1997年 （平成9年） | 東前頭9枚目 6–9         | 西前頭13枚目 8–7        | 東前頭10枚目 6–9        | 東前頭14枚目 9–6            | 西前頭10枚目 9–6        | 西前頭2枚目 4–11            |
| 1998年 （平成10年） | 西前頭7枚目 5–10        | 西前頭12枚目 8–7        | 西前頭8枚目 8–7         | 東前頭6枚目 4–11            | 東前頭12枚目 8–7        | 東前頭5枚目 3–12            |
| 1999年 （平成11年） | 西前頭12枚目 9–6        | 西前頭9枚目 6–9         | 西前頭13枚目 9–6        | 東前頭9枚目 6–9             | 西前頭12枚目 8–7        | 東前頭10枚目 8–7            |
| 2000年 （平成12年） | 東前頭5枚目 5–10        | 東前頭9枚目 8–7         | 西前頭2枚目 3–12        | 東前頭10枚目 6–9            | 西前頭13枚目 9–6        | 西前頭2枚目 4–11            |
| 2001年 （平成13年） | 東前頭9枚目 6–9         | 東前頭11枚目 5–10       | 西十両2枚目 5–9–1       | 西十両8枚目 休場 0–0–15     | 西十両8枚目 5–10        | 西十両13枚目 9–6            |
| 2002年 （平成14年） | 西十両8枚目 4–11        | 西幕下2枚目 2–5         | 東幕下10枚目 5–2        | 東幕下3枚目 3–4             | 西幕下8枚目 5–2         | 東幕下3枚目 3–4             |
| 2003年 （平成15年） | 西幕下7枚目 4–3         | 西幕下3枚目 3–4         | 西幕下7枚目 2–5         | 西幕下19枚目 4–3            | 西幕下14枚目 5–2        | 東幕下7枚目 3–4             |
| 2004年 （平成16年） | 東幕下9枚目 3–4         | 東幕下17枚目 4–3        | 西幕下13枚目 引退 0–0–2 | x                           | x                       | x                           |
| 各欄の数字は、「勝ち-負け-休場」を示す。 優勝 引退 休場 十両 幕下 三賞：敢=敢闘賞、殊=殊勲賞、技=技能賞 その他：★=金星 番付階級：幕内 - 十両 - 幕下 - 三段目 - 序二段 - 序ノ口 幕内序列：横綱 - 大関 - 関脇 - 小結 - 前頭（「#数字」は各位内の序列） |                         |                         |                         |                             |                         |                             |

### 幕内対戦成績
| 力士名   | 勝数 | 負数 | 力士名   | 勝数 | 負数 | 力士名   | 勝数 | 負数 | 力士名   | 勝数 | 負数 |
| -------- | ---- | ---- | -------- | ---- | ---- | -------- | ---- | ---- | -------- | ---- | ---- |
| 蒼樹山   | 8    | 6    | 安芸乃島 | 4    | 7    | 安芸ノ州 | 2    | 4    | 朝青龍   | 0    | 1    |
| 曙       | 0    | 3    | 朝乃翔   | 9    | 9    | 朝乃若   | 8    | 10   | 旭里     | 0    | 1    |
| 旭豊     | 5    | 2    | 安美錦   | 1    | 2    | 皇司     | 3    | 1    | 大碇     | 0    | 1    |
| 大日ノ出 | 0    | 5    | 小城錦   | 6    | 11   | 小城ノ花 | 1    | 2    | 魁皇     | 1    | 5    |
| 海鵬     | 8    | 5    | 春日富士 | 6    | 1    | 厳雄     | 7    | 8    | 北勝鬨   | 8    | 8    |
| 旭鷲山   | 8    | 4    | 旭天鵬   | 5    | 2    | 旭道山   | 3    | 7    | 鬼雷砲   | 2    | 2    |
| 霧島     | 4    | 4    | 金開山   | 6(1) | 0    | 久島海   | 1    | 2    | 剣晃     | 3    | 6    |
| 五城楼   | 5    | 4    | 琴稲妻   | 8    | 7    | 琴ヶ梅   | 0    | 1    | 琴椿     | 1    | 0    |
| 琴錦     | 4    | 5    | 琴ノ若   | 10   | 5    | 琴富士   | 1    | 1    | 琴別府   | 2    | 4    |
| 琴龍     | 7    | 7    | 小錦     | 4    | 9    | 敷島     | 10   | 8    | 十文字   | 0    | 2    |
| 戦闘竜   | 2    | 0    | 大至     | 5    | 6    | 大翔鳳   | 4    | 3    | 大翔山   | 1    | 0    |
| 大善     | 5    | 3    | 大飛翔   | 1    | 2    | 貴闘力   | 6    | 13   | 貴ノ浪   | 2    | 9    |
| 貴乃花   | 1    | 9    | 隆乃若   | 1    | 2    | 隆三杉   | 1    | 3    | 玉春日   | 3    | 5    |
| 玉乃島   | 0    | 1    | 玉力道   | 2    | 0    | 千代大海 | 1    | 4    | 千代天山 | 3    | 2    |
| 出島     | 1    | 4    | 寺尾     | 10   | 11   | 闘牙     | 2    | 5    | 時津海   | 4    | 5    |
| 時津洋   | 2    | 0    | 土佐ノ海 | 1    | 4    | 栃東     | 0    | 2    | 栃栄     | 1    | 2    |
| 栃乃洋   | 0    | 8    | 栃乃花   | 1    | 3    | 栃乃和歌 | 9    | 7    | 智ノ花   | 2    | 4    |
| 豊ノ海   | 2    | 0    | 浪乃花   | 3    | 1    | 追風海   | 0    | 1    | 舞の海   | 6    | 7    |
| 三杉里   | 7    | 4    | 水戸泉   | 9    | 6    | 湊富士   | 7    | 11   | 雅山     | 0    | 2    |
| 武蔵丸   | 0    | 8    | 武双山   | 3    | 5    | 大和     | 2    | 1    | 燁司     | 1    | 1    |
| 力櫻     | 4    | 0    | 若翔洋   | 3    | 2    | 若の里   | 0    | 6    | 若ノ城   | 5    | 4    |
| 若乃花   | 0    | 9    | 和歌乃山 | 2    | 6    |          |      |      |          |      |      |

## 改名歴
- 濱洲 圭志（はます けいし）1992年1月場所-同年11月場所
- 濱ノ嶋 啓志（はまのしま けいし）1993年1月場所-2004年5月場所（引退）

## 年寄変遷
- 尾上 圭志（おのえ けいし）2004年5月-